# Milbourne (Wiltshire)
Milbourne – osada w Anglii, w hrabstwie Wiltshire. Leży 443 km na północ od miasta Salisbury i 411 km na północ od Londynu.